# 徐甫宰
徐甫宰，字允平，號鏡山，浙江承宣布政使司紹興府山陰縣（今浙江省紹興市）人，明朝政治人物、鄉試中舉。

## 生平
嘉靖二十二年（1543年）癸卯科順天府鄉試中舉，嘉靖三十五年（1556年）授武平縣知縣，嘉靖四十一年（1562年）升任潮州兵備僉事，平定當地盜亂，補潮州分巡僉事兼理兵備事。之後辭職歸鄉，因病去世。